# Giorgi Ts'it'aishvili
Giorgi Ts'it'aishvili (in georgiano გიორგი წიტაიშვილი?; in ucraino Георгій Климентійович Цітаїшвілі?, Heorhij Klymentijovyč Citaïšvili; Rishon LeZion, 18 novembre 2000) è un calciatore georgiano con cittadinanza ucraina, centrocampista del Metz, in prestito dalla Dinamo Kiev, e della nazionale georgiana.

## Biografia
Nato in Israele, è figlio dell'ex calciatore georgiano K'liment'i Ts'it'aishvili, che all'epoca militava nell'Hapoel Rishon LeZion.

## Caratteristiche tecniche
È un centrocampista offensivo che predilige operare sul versante destro.

## Carriera

### Club
Prodotto del vivaio della Dinamo Kiev, ha fatto il suo debutto in prima squadra durante la finale di Coppa di Ucraina 2018, subentrando a Benjamin Verbič. Il 13 dicembre 2018 esordisce in UEFA Europa League, nel secondo tempo di Dinamo Kiev-Jablonec (0-1), sostituendo Mykola Šaparenko. Il 25 febbraio 2019 gioca la sua prima partita di Prem"jer-liha, in occasione della vittoria per 5-0 sullo Zorja, avvicendando Viktor Cyhankov.
Il 24 dicembre 2020 viene ceduto in prestito al Vorskla fino al termine della stagione. Esordisce col club di Poltava il 14 febbraio, trovando la rete del definitivo 1-1 contro il Ruch L'viv.
Nell'estate del 2021 viene ceduto, sempre in prestito, al Čornomorec', esordendo col club di Odessa il 16 agosto in occasione della vittoria per 3-2 sul campo del Mariupol'.
Il 5 aprile, a seguito della Crisi russo-ucraina, utilizza la nuova regola FIFA che gli permette di accasarsi ad un'altra squadra sino al 30 giugno 2022, trasferendosi al Wisła Cracovia.. Esordisce coi polacchi il 10 aprile in occasione dell'incontro di campionato vinto per 4-1 contro il Górnik Zabrze, sostituendo nel secondo tempo Dor Hugi. Il 15 maggio segna la sua prima rete con la maglia del Wisła aprendo le marcature nella partita di campionato persa per 4-2 contro il Radomiak Radom.
Nell'estate del 2022 passa in prestito oneroso al Lech Poznań. Esordisce in gare ufficiali il 9 luglio coi campioni di Polonia in occasione della partita di Superpuchar Polski persa per 2-0 contro il Raków Częstochowa. Il 9 ottobre 2022 segna il suo primo gol con il Poznań, siglando la rete del definitivo 1-0 contro il Radomiak Radom.
Nel 2023 torna in patria, alla Dinamo Batumi, con cui conquista il campionato e arriva in finale di coppa nazionale. Il 26 luglio 2024 si trasferisce in prestito annuale agli spagnoli del Granada, militanti in Segunda División. Esordisce il 15 agosto nell'incontro di campionato perso per 2-1 contro l'Albacete. Il 12 luglio 2025 passa in prestito al Metz.

### Nazionale
Esordisce con la maglia della nazionale ucraina Under-17 all'età di 16 anni e 4 mesi. Vanta due presenze con l'Under-18 e dodici con l'Under-19. Partecipa al campionato mondiale di calcio Under-20 2019 con la nazionale Under-20, contribuendo alla vittoria finale contro la Corea del Sud anche con un gol. Il 10 settembre 2019 segna il suo primo gol con la maglia della nazionale Under-21, in occasione del match di qualificazione agli Europei vinto per 4-0 contro Malta.
Nel 2021 opta per rappresentare la Georgia, esordendo in nazionale maggiore il 2 settembre 2021 nella sconfitta per 0-1 contro il Kosovo. Il 26 settembre 2022 realizza la sua prima rete, che vale la vittoria per 2-1 contro Gibilterra. Con la nazionale georgiana prende parte al campionato d'Europa 2024, giocando tutte le partite e raggiungendo gli ottavi di finale.

## Statistiche

### Presenze e reti nei club
Statistiche aggiornate al 16 marzo 2025.
| Stagione             | Squadra              | Campionato           | Campionato | Campionato | Coppe nazionali | Coppe nazionali | Coppe nazionali | Coppe continentali | Coppe continentali | Coppe continentali | Altre coppe | Altre coppe | Altre coppe | Totale | Totale | Totale |
| Stagione             | Squadra              | Comp                 | Pres       | Reti       | Comp            | Pres            | Reti            | Comp               | Pres               | Reti               | Comp        | Pres        | Reti        | Pres   | Reti   |        |
| -------------------- | -------------------- | -------------------- | ---------- | ---------- | --------------- | --------------- | --------------- | ------------------ | ------------------ | ------------------ | ----------- | ----------- | ----------- | ------ | ------ | ------ |
| 2017-2018            | Dinamo Kiev          | PL                   | 0          | 0          | KU              | 1               | 0               | UEL                | -                  | -                  | SU          | -           | -           | 1      | 0      |        |
| 2018-2019            | Dinamo Kiev          | PL                   | 5          | 0          | KU              | 0               | 0               | UCL+UEL            | 0+1                | 0                  | SU          | -           | -           | 6      | 0      |        |
| 2019-2020            | Dinamo Kiev          | PL                   | 10         | 0          | KU              | 1               | 0               | UCL+UEL            | 0+1                | 0                  | SU          | 1           | 0           | 13     | 0      |        |
| 2020-gen. 2021       | Dinamo Kiev          | PL                   | 4          | 0          | KU              | 0               | 0               | UCL                | 0                  | 0                  | SU          | 0           | 0           | 4      | 0      |        |
| Totale Dinamo Kiev   | Totale Dinamo Kiev   | Totale Dinamo Kiev   | 19         | 0          |                 | 2               | 0               |                    | 2                  | 0                  |             | 1           | 0           | 24     | 0      |        |
| gen.-giu. 2021       | Vorskla              | PL                   | 4          | 1          | KU              | -               | -               | -                  | -                  | -                  | -           | -           | -           | 4      | 1      |        |
| 2021-apr. 2022       | Čornomorec'          | PL                   | 13         | 1          | KU              | 2               | 0               | -                  | -                  | -                  | -           | -           | -           | 15     | 1      |        |
| apr.-giu. 2022       | Wisła Cracovia       | E                    | 7          | 1          | PP              | -               | -               | -                  | -                  | -                  | -           | -           | -           | 7      | 1      |        |
| 2022-2023            | Lech Poznań          | E                    | 12         | 1          | PP              | 1               | 0               | UCL+UECL           | 1+9                | 0                  | SP          | 1           | 0           | 24     | 1      |        |
| 2022-2023            | Lech Poznań II       | 2L                   | 5          | 0          | -               | -               | -               | -                  | -                  | -                  | -           | -           | -           | 5      | 0      |        |
| lug.-dic. 2023       | Dinamo Batumi        | EL                   | 17         | 4          | ST              | 2               | 1               | UECL               | 2                  | 0                  | SS          | -           | -           | 21     | 5      |        |
| mar.-giu. 2024       | Dinamo Batumi        | EL                   | 17         | 1          | ST              | 0               | 0               | -                  | -                  | -                  | SS          | -           | -           | 17     | 1      |        |
| Totale Dinamo Batumi | Totale Dinamo Batumi | Totale Dinamo Batumi | 34         | 5          |                 | 2               | 1               |                    | 2                  | 0                  |             | -           | -           | 38     | 6      |        |
| 2024-2025            | Granada              | SD                   | 27         | 4          | CR              | 3               | 0               | -                  | -                  | -                  | -           | -           | -           | 30     | 4      |        |
| Totale carriera      | Totale carriera      | Totale carriera      | 121        | 13         |                 | 10              | 1               |                    | 14                 | 0                  |             | 2           | 0           | 147    | 14     |        |

### Cronologia presenze e reti in nazionale
| Cronologia completa delle presenze e delle reti in nazionale ― Georgia | Cronologia completa delle presenze e delle reti in nazionale ― Georgia | Cronologia completa delle presenze e delle reti in nazionale ― Georgia | Cronologia completa delle presenze e delle reti in nazionale ― Georgia | Cronologia completa delle presenze e delle reti in nazionale ― Georgia | Cronologia completa delle presenze e delle reti in nazionale ― Georgia | Cronologia completa delle presenze e delle reti in nazionale ― Georgia | Cronologia completa delle presenze e delle reti in nazionale ― Georgia |
| Data                                                                   | Città                                                                  | In casa                                                                | Risultato                                                              | Ospiti                                                                 | Competizione                                                           | Reti                                                                   | Note                                                                   |
| ---------------------------------------------------------------------- | ---------------------------------------------------------------------- | ---------------------------------------------------------------------- | ---------------------------------------------------------------------- | ---------------------------------------------------------------------- | ---------------------------------------------------------------------- | ---------------------------------------------------------------------- | ---------------------------------------------------------------------- |
| 2-9-2021                                                               | Batumi                                                                 | Georgia                                                                | 0 – 1                                                                  | Kosovo                                                                 | Qual. Mondiali 2022                                                    | -                                                                      |                                                                        |
| 8-9-2021                                                               | Sofia                                                                  | Bulgaria                                                               | 4 – 1                                                                  | Georgia                                                                | Amichevole                                                             | -                                                                      | 70’                                                                    |
| 12-10-2021                                                             | Pristina                                                               | Kosovo                                                                 | 1 – 2                                                                  | Georgia                                                                | Qual. Mondiali 2022                                                    | -                                                                      | 72’                                                                    |
| 11-11-2021                                                             | Batumi                                                                 | Georgia                                                                | 2 – 0                                                                  | Svezia                                                                 | Qual. Mondiali 2022                                                    | -                                                                      | 70’                                                                    |
| 15-11-2021                                                             | Gori                                                                   | Georgia                                                                | 1 – 0                                                                  | Uzbekistan                                                             | Amichevole                                                             | -                                                                      | 79’                                                                    |
| 25-3-2022                                                              | Zenica                                                                 | Bosnia ed Erzegovina                                                   | 0 – 1                                                                  | Georgia                                                                | Amichevole                                                             | -                                                                      | 63’ 72’                                                                |
| 29-3-2022                                                              | Tirana                                                                 | Albania                                                                | 0 – 0                                                                  | Georgia                                                                | Amichevole                                                             | -                                                                      |                                                                        |
| 2-6-2022                                                               | Tbilisi                                                                | Georgia                                                                | 4 – 0                                                                  | Gibilterra                                                             | UEFA Nations League 2022-2023 - 1º turno                               | -                                                                      | 40’                                                                    |
| 9-6-2022                                                               | Skopje                                                                 | Macedonia del Nord                                                     | 0 – 3                                                                  | Georgia                                                                | UEFA Nations League 2022-2023 - 1º turno                               | -                                                                      |                                                                        |
| 12-6-2022                                                              | Tbilisi                                                                | Georgia                                                                | 0 – 0                                                                  | Bulgaria                                                               | UEFA Nations League 2022-2023 - 1º turno                               | -                                                                      | 52’                                                                    |
| 23-9-2022                                                              | Tbilisi                                                                | Georgia                                                                | 2 – 0                                                                  | Macedonia del Nord                                                     | UEFA Nations League 2022-2023 - 1º turno                               | -                                                                      | 72’                                                                    |
| 26-9-2022                                                              | Gibilterra                                                             | Gibilterra                                                             | 1 – 2                                                                  | Georgia                                                                | UEFA Nations League 2022-2023 - 1º turno                               | 1                                                                      |                                                                        |
| 17-11-2022                                                             | Sharja                                                                 | Marocco                                                                | 3 – 0                                                                  | Georgia                                                                | Amichevole                                                             | -                                                                      | 35’                                                                    |
| 25-3-2023                                                              | Batumi                                                                 | Georgia                                                                | 6 – 1                                                                  | Mongolia                                                               | Amichevole                                                             | -                                                                      | 64’                                                                    |
| 21-3-2024                                                              | Tbilisi                                                                | Georgia                                                                | 2 – 0                                                                  | Lussemburgo                                                            | Qual. Euro 2024                                                        | -                                                                      | 72’                                                                    |
| 26-3-2024                                                              | Tbilisi                                                                | Georgia                                                                | 0 – 0 dts (4 – 2 dtr)                                                  | Grecia                                                                 | Qual. Euro 2024                                                        | -                                                                      | 86’                                                                    |
| 9-6-2024                                                               | Podgorica                                                              | Montenegro                                                             | 1 – 3                                                                  | Georgia                                                                | Amichevole                                                             | -                                                                      | 67’                                                                    |
| 18-6-2024                                                              | Dortmund                                                               | Turchia                                                                | 3 – 1                                                                  | Georgia                                                                | Euro 2024 - 1º turno                                                   | -                                                                      | 74’                                                                    |
| 22-6-2024                                                              | Amburgo                                                                | Georgia                                                                | 1 – 1                                                                  | Rep. Ceca                                                              | Euro 2024 - 1º turno                                                   | -                                                                      | 62’                                                                    |
| 26-6-2024                                                              | Gelsenkirchen                                                          | Georgia                                                                | 2 – 0                                                                  | Portogallo                                                             | Euro 2024 - 1º turno                                                   | -                                                                      | 63’                                                                    |
| 30-6-2024                                                              | Colonia                                                                | Spagna                                                                 | 4 – 1                                                                  | Georgia                                                                | Euro 2024 - Ottavi di finale                                           | -                                                                      | 63’                                                                    |
| 14-10-2024                                                             | Tbilisi                                                                | Georgia                                                                | 0 – 1                                                                  | Albania                                                                | UEFA Nations League 2024-2025 - 1º turno                               | -                                                                      | 81’                                                                    |
| 16-11-2024                                                             | Batumi                                                                 | Georgia                                                                | 1 – 1                                                                  | Ucraina                                                                | UEFA Nations League 2024-2025 - 1º turno                               | -                                                                      | 67’                                                                    |
| 20-3-2025                                                              | Erevan                                                                 | Armenia                                                                | 0 – 3                                                                  | Georgia                                                                | UEFA Nations League 2024-2025 - Play-off                               | -                                                                      | 65’                                                                    |
| 23-3-2025                                                              | Tbilisi                                                                | Georgia                                                                | 6 – 1                                                                  | Armenia                                                                | UEFA Nations League 2024-2025 - Play-off                               | -                                                                      | 70’                                                                    |
| Totale                                                                 |                                                                        | Presenze                                                               | 25                                                                     |                                                                        | Reti                                                                   | 1                                                                      |                                                                        |

| Cronologia completa delle presenze e delle reti in nazionale ― Georgia under 21 | Cronologia completa delle presenze e delle reti in nazionale ― Georgia under 21 | Cronologia completa delle presenze e delle reti in nazionale ― Georgia under 21 | Cronologia completa delle presenze e delle reti in nazionale ― Georgia under 21 | Cronologia completa delle presenze e delle reti in nazionale ― Georgia under 21 | Cronologia completa delle presenze e delle reti in nazionale ― Georgia under 21 | Cronologia completa delle presenze e delle reti in nazionale ― Georgia under 21 | Cronologia completa delle presenze e delle reti in nazionale ― Georgia under 21 |
| Data                                                                            | Città                                                                           | In casa                                                                         | Risultato                                                                       | Ospiti                                                                          | Competizione                                                                    | Reti                                                                            | Note                                                                            |
| ------------------------------------------------------------------------------- | ------------------------------------------------------------------------------- | ------------------------------------------------------------------------------- | ------------------------------------------------------------------------------- | ------------------------------------------------------------------------------- | ------------------------------------------------------------------------------- | ------------------------------------------------------------------------------- | ------------------------------------------------------------------------------- |
| 15-6-2023                                                                       | Tbilisi                                                                         | Cipro under 21                                                                  | 0 – 2                                                                           | Georgia under 21                                                                | Amichevole                                                                      | 1                                                                               | 84’                                                                             |
| 21-6-2023                                                                       | Tbilisi                                                                         | Georgia under 21                                                                | 2 – 0                                                                           | Portogallo under 21                                                             | Europeo Under-21 2023 - 1º turno                                                | -                                                                               | 58’                                                                             |
| 24-6-2023                                                                       | Tbilisi                                                                         | Georgia under 21                                                                | 2 – 2                                                                           | Belgio under 21                                                                 | Europeo Under-21 2023 - 1º turno                                                | 1                                                                               | 46’                                                                             |
| 27-6-2023                                                                       | Tbilisi                                                                         | Paesi Bassi under 21                                                            | 1 – 1                                                                           | Georgia under 21                                                                | Europeo Under-21 2023 - 1º turno                                                | -                                                                               | 79’                                                                             |
| 1-7-2023                                                                        | Tbilisi                                                                         | Georgia under 21                                                                | 0 – 0                                                                           | Israele under 21                                                                | Europeo Under-21 2023 - Quarti di finale                                        | -                                                                               | 66’ 79’                                                                         |
| Totale                                                                          |                                                                                 | Presenze                                                                        | 5                                                                               |                                                                                 | Reti                                                                            | 2                                                                               |                                                                                 |

| Cronologia completa delle presenze e delle reti in nazionale ― Ucraina under 21 | Cronologia completa delle presenze e delle reti in nazionale ― Ucraina under 21 | Cronologia completa delle presenze e delle reti in nazionale ― Ucraina under 21 | Cronologia completa delle presenze e delle reti in nazionale ― Ucraina under 21 | Cronologia completa delle presenze e delle reti in nazionale ― Ucraina under 21 | Cronologia completa delle presenze e delle reti in nazionale ― Ucraina under 21 | Cronologia completa delle presenze e delle reti in nazionale ― Ucraina under 21 | Cronologia completa delle presenze e delle reti in nazionale ― Ucraina under 21 |
| Data                                                                            | Città                                                                           | In casa                                                                         | Risultato                                                                       | Ospiti                                                                          | Competizione                                                                    | Reti                                                                            | Note                                                                            |
| ------------------------------------------------------------------------------- | ------------------------------------------------------------------------------- | ------------------------------------------------------------------------------- | ------------------------------------------------------------------------------- | ------------------------------------------------------------------------------- | ------------------------------------------------------------------------------- | ------------------------------------------------------------------------------- | ------------------------------------------------------------------------------- |
| 6-9-2019                                                                        | Zaporižžja                                                                      | Ucraina under 21                                                                | 0 – 2                                                                           | Finlandia under 21                                                              | Qual. Europeo Under-21 2021                                                     | -                                                                               | 46’                                                                             |
| 10-9-2019                                                                       | Zaporižžja                                                                      | Ucraina under 21                                                                | 4 – 0                                                                           | Malta under 21                                                                  | Qual. Europeo Under-21 2021                                                     | 1                                                                               | 52’                                                                             |
| 10-10-2019                                                                      | Ploiești                                                                        | Romania under 21                                                                | 3 – 0                                                                           | Ucraina under 21                                                                | Qual. Europeo Under-21 2021                                                     | -                                                                               | 59’ 63’                                                                         |
| 15-11-2019                                                                      | Leopoli                                                                         | Ucraina under 21                                                                | 2 – 3                                                                           | Danimarca under 21                                                              | Qual. Europeo Under-21 2021                                                     | 1                                                                               | 64’                                                                             |
| 4-9-2020                                                                        | Aalborg                                                                         | Danimarca under 21                                                              | 1 – 1                                                                           | Ucraina under 21                                                                | Qual. Europeo Under-21 2021                                                     | -                                                                               | 70’                                                                             |
| 8-9-2020                                                                        | Helsinki                                                                        | Finlandia under 21                                                              | 0 – 2                                                                           | Ucraina under 21                                                                | Qual. Europeo Under-21 2021                                                     | -                                                                               | 63’                                                                             |
| 9-10-2020                                                                       | Kiev                                                                            | Ucraina under 21                                                                | 1 – 0                                                                           | Romania under 21                                                                | Qual. Europeo Under-21 2021                                                     | -                                                                               | 60’                                                                             |
| 13-10-2020                                                                      | Ballymena                                                                       | Irlanda del Nord under 21                                                       | 1 – 0                                                                           | Ucraina under 21                                                                | Qual. Europeo Under-21 2021                                                     | -                                                                               | 16’ 64’                                                                         |
| Totale                                                                          |                                                                                 | Presenze                                                                        | 8                                                                               |                                                                                 | Reti                                                                            | 2                                                                               |                                                                                 |

| Cronologia completa delle presenze e delle reti in nazionale ― Ucraina under 20 | Cronologia completa delle presenze e delle reti in nazionale ― Ucraina under 20 | Cronologia completa delle presenze e delle reti in nazionale ― Ucraina under 20 | Cronologia completa delle presenze e delle reti in nazionale ― Ucraina under 20 | Cronologia completa delle presenze e delle reti in nazionale ― Ucraina under 20 | Cronologia completa delle presenze e delle reti in nazionale ― Ucraina under 20 | Cronologia completa delle presenze e delle reti in nazionale ― Ucraina under 20 | Cronologia completa delle presenze e delle reti in nazionale ― Ucraina under 20 |
| Data                                                                            | Città                                                                           | In casa                                                                         | Risultato                                                                       | Ospiti                                                                          | Competizione                                                                    | Reti                                                                            | Note                                                                            |
| ------------------------------------------------------------------------------- | ------------------------------------------------------------------------------- | ------------------------------------------------------------------------------- | ------------------------------------------------------------------------------- | ------------------------------------------------------------------------------- | ------------------------------------------------------------------------------- | ------------------------------------------------------------------------------- | ------------------------------------------------------------------------------- |
| 24-5-2019                                                                       | Bielsko-Biała                                                                   | Ucraina under 20                                                                | 2 – 1                                                                           | Stati Uniti under 20                                                            | Mondiali Under-20 2019 - Fase a gironi                                          | -                                                                               | 9’ 78’                                                                          |
| 27-5-2019                                                                       | Tychy                                                                           | Qatar under 20                                                                  | 0 – 1                                                                           | Ucraina under 20                                                                | Mondiali Under-20 2019 - Fase a gironi                                          | -                                                                               | 62’                                                                             |
| 3-6-2019                                                                        | Tychy                                                                           | Ucraina under 20                                                                | 4 – 1                                                                           | Panama under 20                                                                 | Mondiali Under-20 2019 - Ottavi di finale                                       | -                                                                               | 63’                                                                             |
| 7-6-2019                                                                        | Łódź                                                                            | Colombia under 20                                                               | 0 – 1                                                                           | Ucraina under 20                                                                | Mondiali Under-20 2019 - Quarti di finale                                       | -                                                                               | 46’ 78’                                                                         |
| 15-6-2019                                                                       | Łódź                                                                            | Ucraina under 20                                                                | 3 – 1                                                                           | Corea del Sud under 20                                                          | Mondiali Under-20 2019 - Finale                                                 | 1                                                                               |                                                                                 |
| Totale                                                                          |                                                                                 | Presenze                                                                        | 5                                                                               |                                                                                 | Reti                                                                            | 1                                                                               |                                                                                 |

## Palmarès

### Club

#### Competizioni nazionali
- Supercoppa d'Ucraina: 2

Dinamo Kiev: 2019, 2020
- Coppa d'Ucraina: 1

Dinamo Kiev: 2019-2020
- Campionato georgiano: 1

Dinamo Batumi: 2023

### Nazionale
- Campionato mondiale Under-20: 1

Ucraina: Polonia 2019